# Nataloma
Nataloma is een geslacht van kevers uit de familie van de boktorren (Cerambycidae). De wetenschappelijke naam van het geslacht werd in 1952 als naam voor een ondergeslacht van Hovatoma voorgesteld door Corinta-Ferreira & Veiga-Ferreira. In 1980 plaatste Santos-Ferreira de soort Hovatoma carmonai (synoniem van de typesoort Hovatoma emarginata van het ondergeslacht Nataloma) als de typesoort in een nieuw geslacht Parahovatoma. Die naam was daarmee echter een junior synoniem van Nataloma, en die laatste naam moet daarom gebruikt worden.

## Soorten
- Nataloma carmonai (Corinta-Ferreira & Veiga-Ferreira, 1952)
- Nataloma orientalis Bouyer, 2016